# Libbiano (Pomarance)
Libbiano is een dorpje in Zuid-Toscane. Het hoort in provincie Pisa en is deel van gemeente Pomarance. Libbiano heeft maar 18 permanente inwoners, waarvan de meeste bejaard zijn. Het dorp ligt op een heuvel op 479 m hoogte en biedt uitzicht op Volterra, Micciano, Pomarance en nog andere kleine dorpjes. 

## Geschiedenis van Libbiano
Libbiano vormt zich rond de resten van een oud kasteel. De naam Libbiano is afgeleid van een Romeinse soldaat, die Julius Caesars uitgebreide landerijen tussen Bachen Trosso en Adio beheerde. Deze soldaat heette Livio en werd in de volksmond vaak Libbiano genoemd. Na de ondergang van het Romeinse Rijk werd Libbiano opgeschort, maar vanaf het jaar 1000 kwamen er weer mensen in het kasteel van Libbiano. Er kwamen nog diverse andere mensen in, maar nadat keizer Heinrich IV Volterra verliet, werden de kastelen en landerijen rond Libbiano en Volterra opgedoekt.

## Voorzieningen in Libbiano
- Libbiano heeft geen direct gas uit Pomarance. Aan het begin van het dorp is er een grote tank waar het gas in is opgeslagen, en waaruit het verspreid wordt naar de huizen.
- Libbiano heeft een café/restaurant.
- Libbiano heeft direct water en stroom.

## Omgeving Libbiano
Libbiano ligt vlak naast een natuurgebied, Riserva naturale di Monterufoli-Caselli, waar veel wild rondloopt, vooral zwijnen en fazanten. Het ligt tevens vlak voor Volterra, maar is alleen via Pomarance bereikbaar. Naast Libbiano is nog een heuvel waar Micciano op ligt, om Micciano te bereiken is het nodig om helemaal naar beneden te rijden en dan weer omhoog. Tussen Libbiano en Micciano is een diep dal.

## Bergweg naar Libbiano
Libbiano is maar via een weg te bereiken, en dat is via een steile bergweg die zich met scherpe bochten omhoog kronkelt. Midden in de weg is een ongeasfalteerd stuk, dat er volgens de bewoners al 3 jaar is. De weg is wel goed begaanbaar. De bus gaat ook via de bergweg. De weg is niet meer geasfalteerd buiten Libbiano en wordt vooral gebruikt door bestemmingsverkeer. Dat zijn de eigenaar van een vakantiehuisje en een paar boeren voorbij Libbiano.